# Promenada Historyczna (Svinoústí)
Promenada Historyczna, česky Historická promenáda, je revitalizovaná promenáda ve čtvrti Dzielnica Nadmorska na ostrově Uznam (Uznojem) ve městě Świnoujście (Svinoústí) v Západopomořanském vojvodství v severozápadním Polsku.

## Historie a popis
Promenada Historyczna je téměř 1,5 km dlouhá moderní a turisticky atraktivní promenáda lemující lázeňskou čtvrť Dzielnica Nadmorska. Je v městské zástavbě nedaleko pláží pobřeží Baltského moře. Patří mezi ústřední ulice a pěší zóny města. Prošla rozsáhlou revitalizací. Východní konec se nachází na ulici Uzdrowiskowa a táhne se směrem k západu podél ulic Uzdrowiskowa a Žeromskiego. Dlážděný povrch promenády tvoří kompozice různých tvarů a barev, do níž byly umístěny prvky s otisky zvířecích stop a tabulky s názvy ulic atd. Také je zde bezplatný bezdrátový internet. Na západním konci promenády se nachází gradovna, kde solanka stéká po větvích a lze vdechovat solné výpary. Po celé délce promenády je vysazená zeleň plná tvarů, barev a vůní a také jsou zde lavičky, stojany na kola, místa občerstvení a restaurace, obchody apod. Atrakcí ve dne i po setmění jsou sluneční hodiny obklopené vodní clonou, která se v celou hodinu zcela otevře. Promenáda je lemovaná lampami, které přidávají místu noční kouzlo. V letní sezóně zde funguje několik vodních fontán. Zajímavostí je také venkovní koncertní sál (mušle) a informační tabule zaměřené na místní přírodu, oceánárium a další atrakce.

## Další informace
Promenáda je celoročně volně přístupná a lemuje ji několik cyklistických a turistických tras.

## Galerie

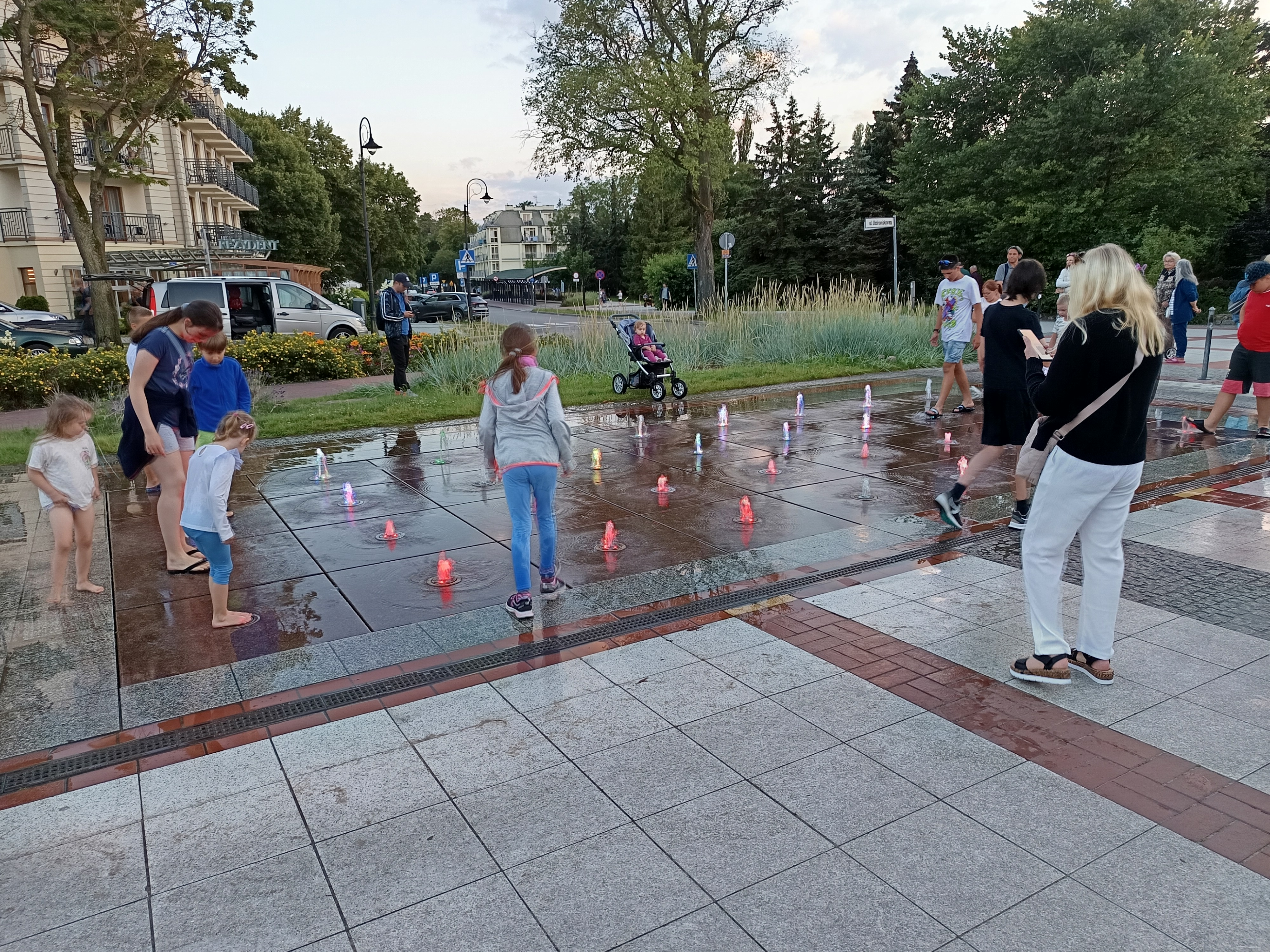
Vodní fontány s dětmi
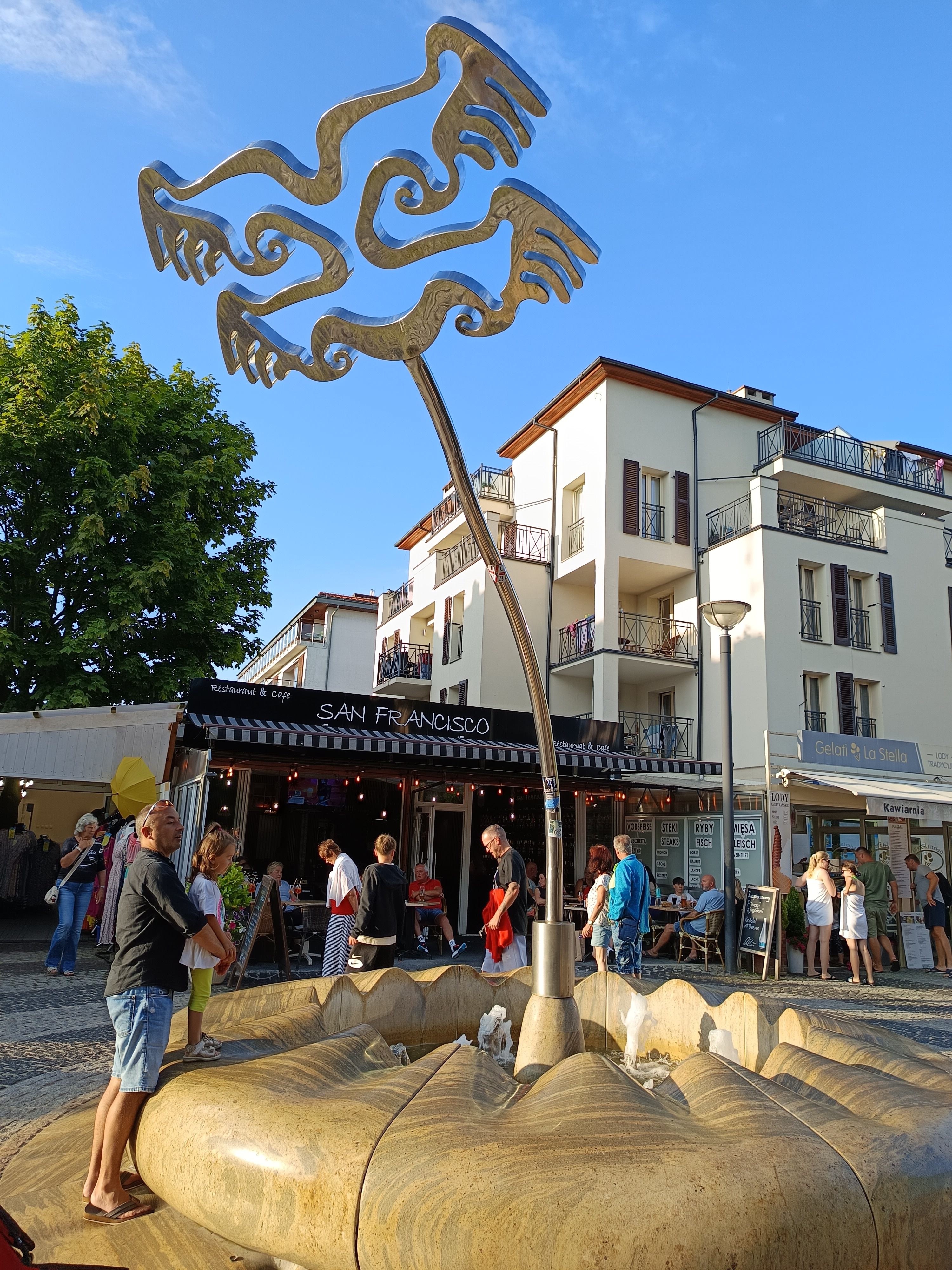
Fontána
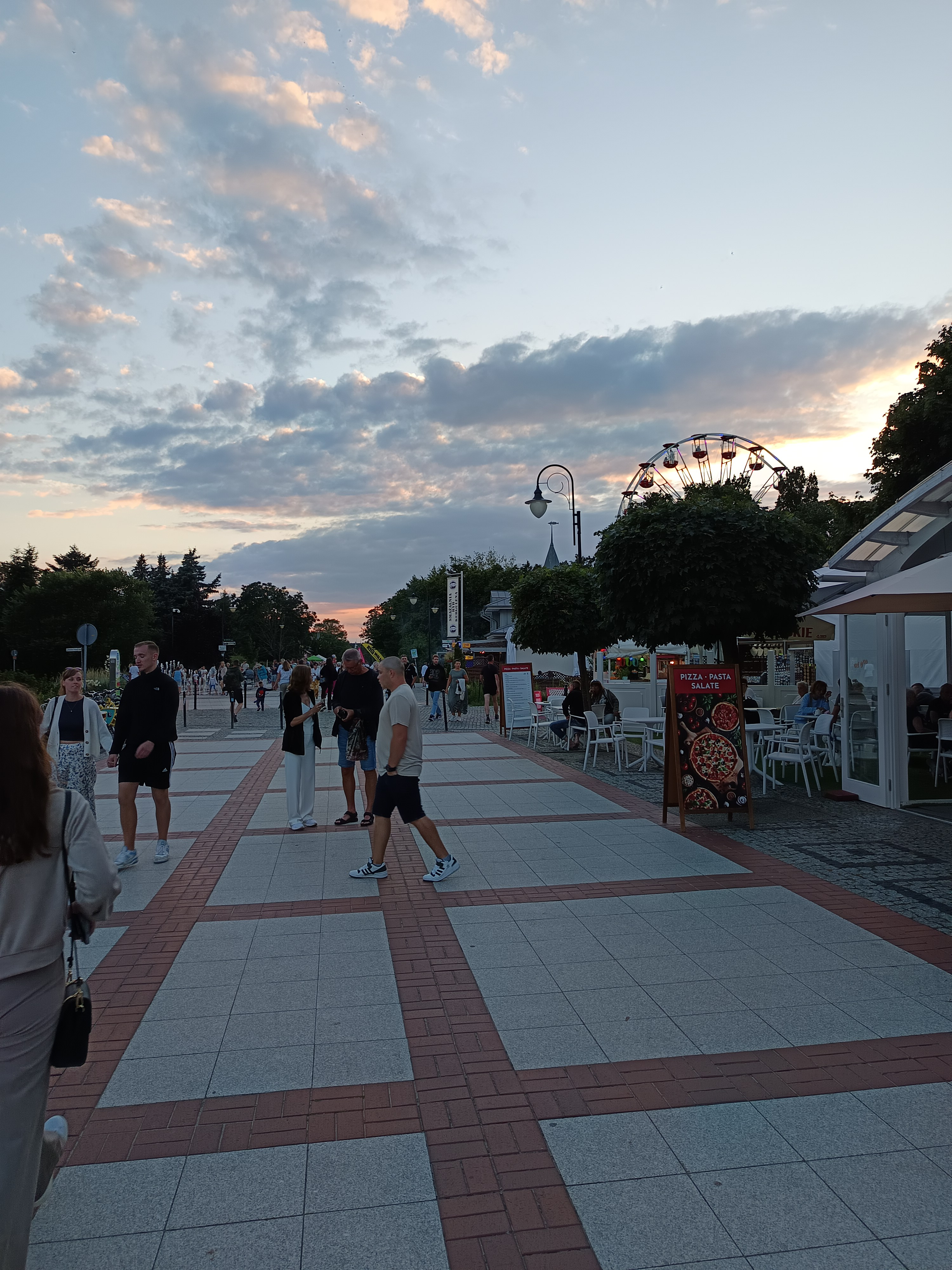
Podvečer